# Detta är mitt Huddinge

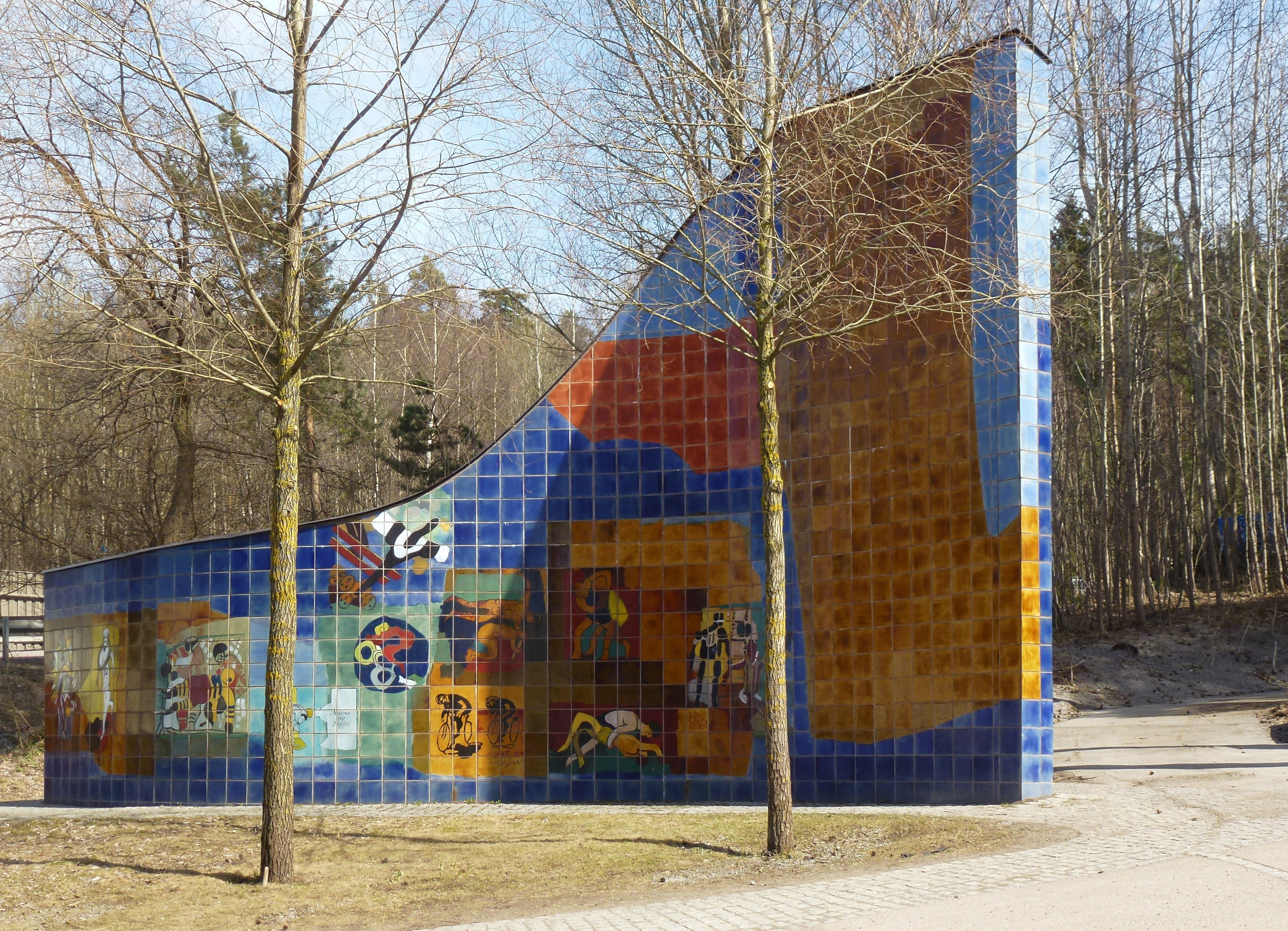
Den ena av konstverkets båda väggar

Detta är mitt Huddinge är ett konstverk av Acke Oldenburg i bostadsområdet Myrstuguberget i Huddinge kommun. Motiven är bilder av personligheter ur Huddinges historia. Konstverket vann Huddinges Skönhetspris 2012.

## Beskrivning
Konstverket består av två svängda väggar som är klädda av 210 m² handmålad klinker, som sedan brändes på Strombergaverken Partek - Höganäs. Acke Oldenburg hade sin bostad och ateljé i Hörningsnäs och hans egen beskrivning av verket är: "Detta är mitt Huddinge, händelser nu eller för länge sedan. Mina vänner, min familj. Vardagen omkring mig som jag upplevt det 1985-1990." 
Verket invigdes 1991 av Huge Fastigheter AB. År 2005 renoverades konstverket och den omgivande platsen i samarbete med konstnären kort innan hans bortgång. Skönhetspriset delas ut "för den välkomnande utformningen av entrén till Myrstuguberget med de båda fristående konstmurarna täckta av målade klinkers". Priset består av en bronsplakett utformad av Bo Thorén.

## Detaljer

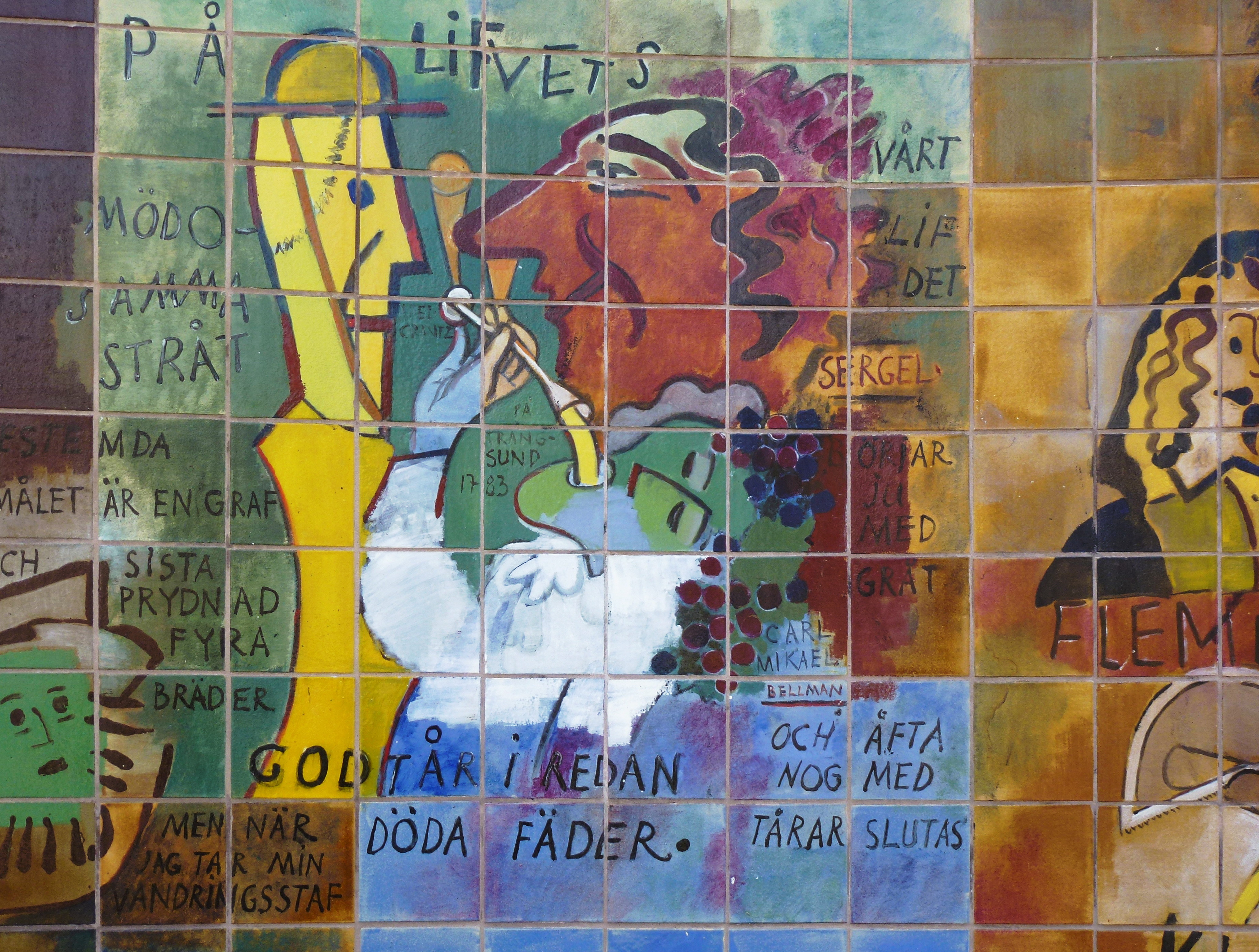
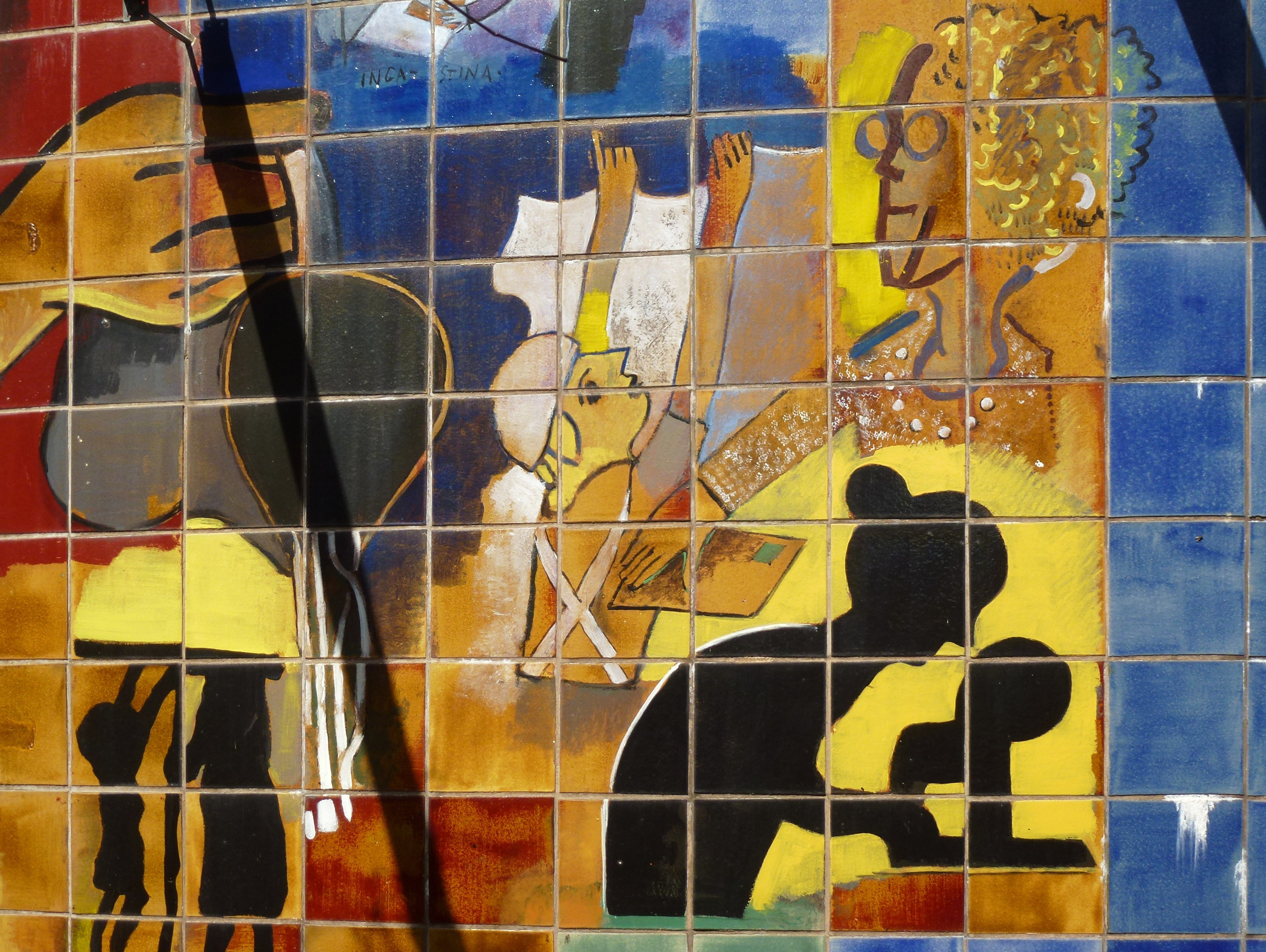
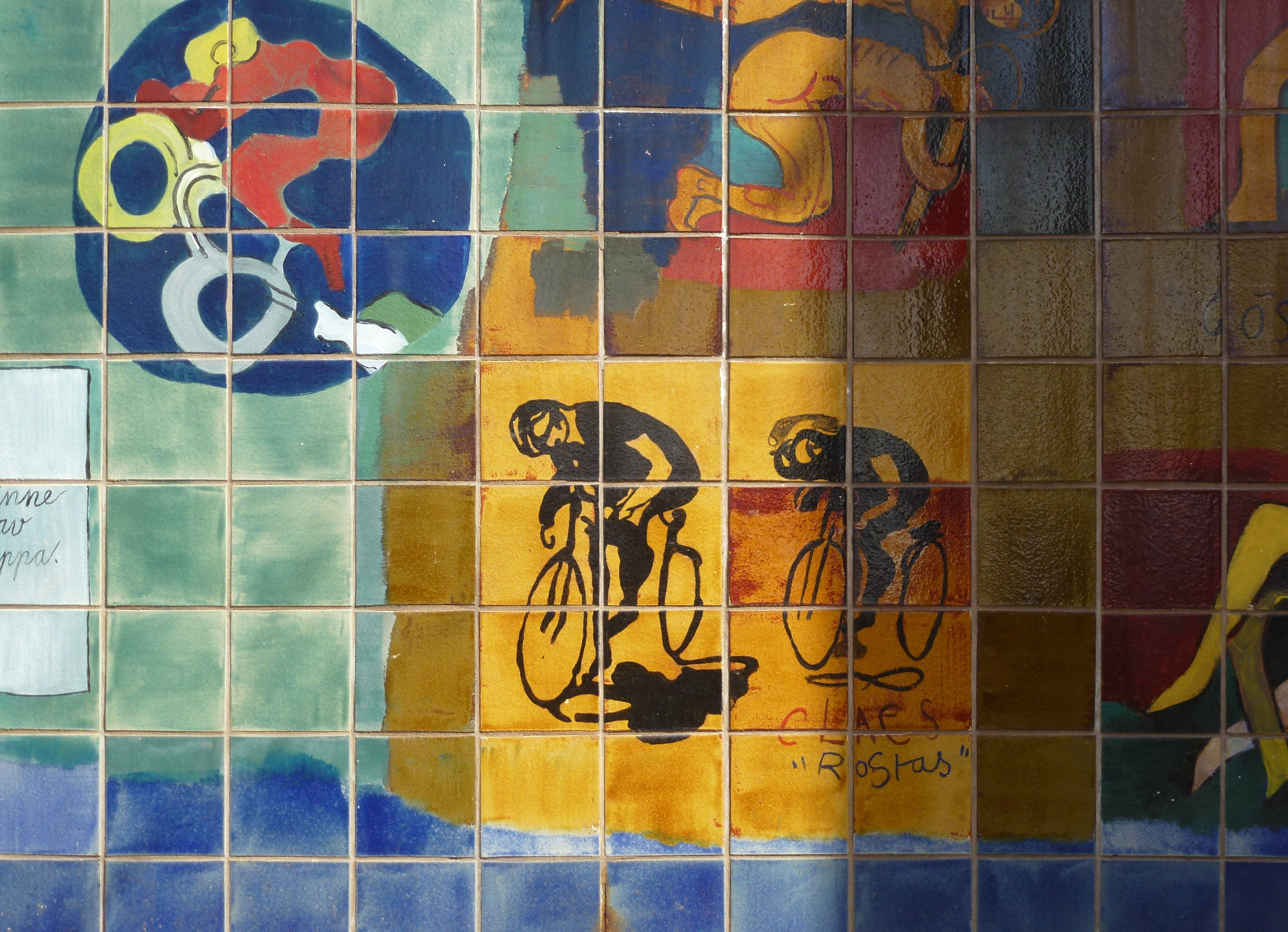
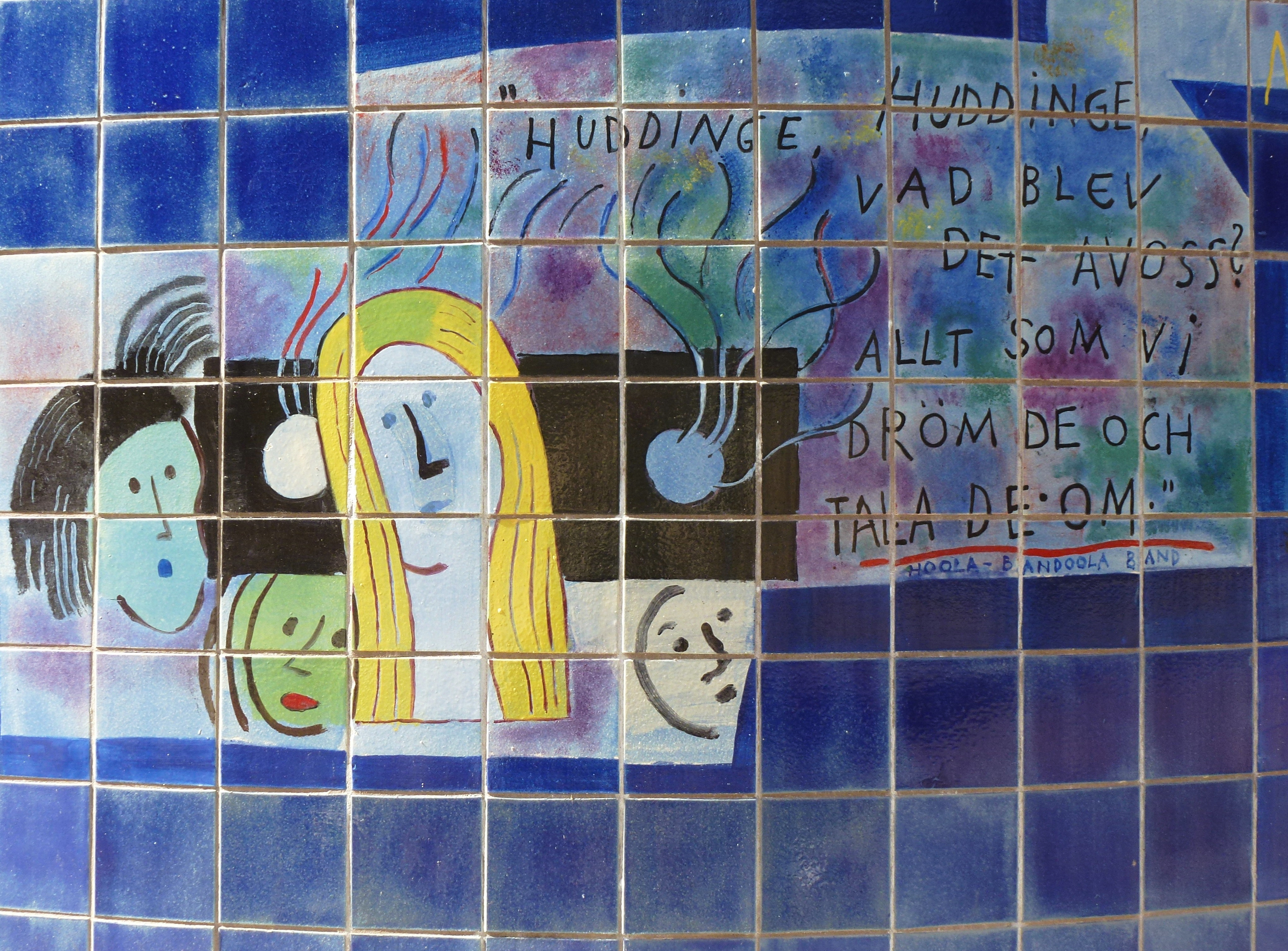